# Ньюман, Томас
То́мас Монтго́мери Нью́ман, Ньюмен (англ. Thomas Montgomery Newman; 20 октября 1955, Лос-Анджелес) — американский композитор, специализирующийся на создании музыки для кино. Выдающийся вклад Томаса Ньюмана в киноискусство отмечен 15 номинациями на премию «Оскар» (является одним из самых безуспешно номинированных композиторов в истории мирового кинематографа наряду с Дайан Уоррен и Алексом Нортом). Сын композитора Альфреда Ньюмана.

## Биография

### Детство и семья
Томас Ньюман родился в Лос-Анджелесе, штат Калифорния, в семье уроженки Миссисипи Марты Луи Монтгомери и композитора Голливуда Альфреда Ньюмана. Томас Ньюман является членом династии композиторов, специализирующихся в написании композиций к фильмам, которая включает его отца, дядю Лайонела Ньюмана, его брата Дэвида Ньюмана, и его двоюродных братьев Джо Ньюмана и Рэнди Ньюмана, который больше известен как певец и композитор, и его сестру Марию Ньюман.
Мальчик с детства проявлял интерес к музыке, обучался игре на фортепиано и скрипке.

### Образование и деятельность
Ньюман получил образование в Йельском университете и начал свою карьеру композитора в 1984 году с создания музыки к фильму «Бесстрашные». Его прорыв произошёл в 1994 году, когда он получил две номинации Академии за музыку к фильмам «Маленькие женщины» и «Побег из Шоушенка», Ньюман был единственным дважды номинантом в этом году. В последние годы он добился успеха (как по оценкам критиков, так и коммерческого) написанием музыки к фильмам «Красота по-американски» (лауреат премии «Grammy» за лучший саундтрек для художественного фильма, телевидения или других визуальных медиа), «Проклятый путь», «В поисках Немо», «Лемони Сникет: 33 несчастья», «Эрин Брокович», «Хороший немец» и «ВАЛЛ-И».
Ньюман также пишет музыку для телевидения, в том числе он написал музыкальную тему для сериала «Boston Public» и мини-сериала «Ангелы в Америке». Его музыкальная тема для сериала «Клиент всегда мёртв» выиграла две награды Grammy в 2003 году — Лучшая инструментальная композиция и Лучшая инструментальная аранжировка.
На 79-й церемонии награждения Академии в ответ на шутку режиссёра Эррола Морриса о том, что был выдвинут в качестве номинанта и не смог выиграть «Оскар» восемь раз, ответил: «Да, мне не удалось получить награду семь раз и это будет мой восьмой раз!».
В 2007 году режиссёр Майкл Мур включил в свой документальный фильм «Sicko» 7 ранее написанных Ньюманом композиций.
Фрагмент композиции «Brooks Was Here», которая была написана для фильма «Побег из Шоушенка» и включена в его саундтрек, был использован в песне Сила (Seal) «My Vision».
Один из саундтреков к фильму «Зелёная миля», написанный Томасом, использовался при написании композиции «The Punishment» у музыкального проекта Movie.

## Стиль
Мервин Кук выделял музыкальный стиль Ньюмана на фоне традиционного симфонического сочинения, поп-стиля или авангарда. Композитор в своих произведениях достигает баланса между мелодичными фрагментами и экспериментами со звуком. Главным фактором успеха Ньюмана отмечаются минималистичные техники, основанные на повторении коротких, запоминающихся отрывков.

## Номинации и награды
Начиная с 1995 года Ньюман в общей сложности пятнадцать раз был номинирован на премию Американской киноакадемии, однако вплоть до 2020 года не удостоен её, в связи с чем является самым номинированным композитором из ныне живущих, который ни разу не получил «Оскар», наряду с Алексом Нортом (15 номинаций). Четырнадцать номинаций были в категории «Лучшая музыка к фильму» и одна в категории «Лучшая песня». Также в активе композитора имеются четыре номинации на премию «Золотой глобус», две премии BAFTA (при шести номинациях) и шесть премий «Грэмми» (14 номинаций).
| Награда                 | Год  | Категория                                                                                     | Проект                      | Результат |
| ----------------------- | ---- | --------------------------------------------------------------------------------------------- | --------------------------- | --------- |
| Оскар                   | 2020 | Лучшая музыка к фильму                                                                        | 1917                        | Номинация |
| Оскар                   | 2017 | Лучшая музыка к фильму                                                                        | Пассажиры                   | Номинация |
| Оскар                   | 2016 | Лучшая музыка к фильму                                                                        | Шпионский мост              | Номинация |
| Оскар                   | 2014 | Лучшая музыка к фильму                                                                        | Спасти мистера Бэнкса       | Номинация |
| Оскар                   | 2013 | Лучшая музыка к фильму                                                                        | 007: Координаты «Скайфолл»  | Номинация |
| Оскар                   | 2009 | Лучшая музыка к фильму                                                                        | ВАЛЛ-И                      | Номинация |
| Оскар                   | 2009 | Лучшая песня (c Питером Гэбриелом) за «Down to Earth»                                         | ВАЛЛ-И                      | Номинация |
| Оскар                   | 2007 | Лучшая музыка к фильму                                                                        | Хороший немец               | Номинация |
| Оскар                   | 2005 | Лучшая музыка к фильму                                                                        | Лемони Сникет: 33 несчастья | Номинация |
| Оскар                   | 2004 | Лучшая музыка к фильму                                                                        | В поисках Немо              | Номинация |
| Оскар                   | 2003 | Лучшая музыка к фильму                                                                        | Проклятый путь              | Номинация |
| Оскар                   | 2000 | Лучшая музыка к фильму                                                                        | Красота по-американски      | Номинация |
| Оскар                   | 1996 | Лучшая музыка к фильму                                                                        | Сумасшедшие герои           | Номинация |
| Оскар                   | 1995 | Лучшая музыка к фильму                                                                        | Маленькие женщины           | Номинация |
| Оскар                   | 1995 | Лучшая музыка к фильму                                                                        | Побег из Шоушенка           | Номинация |
| Золотой глобус          | 2020 | Лучшая музыка к фильму                                                                        | 1917                        | Номинация |
| Золотой глобус          | 2012 | Лучшая песня (с Мэри Дж. Блайдж, Харви Мэйсоном-мл. и Деймоном Томасом) за «The Living Proof» | Прислуга                    | Номинация |
| Золотой глобус          | 2009 | Лучшая песня (с Питером Гэбриэлом) за «Down to Earth»                                         | ВАЛЛ-И                      | Номинация |
| Золотой глобус          | 2000 | Лучшая музыка к фильму                                                                        | Красота по-американски      | Номинация |
| BAFTA                   | 2020 | Лучшая музыка к фильму                                                                        | 1917                        | Номинация |
| BAFTA                   | 2016 | Лучшая музыка к фильму                                                                        | Шпионский мост              | Номинация |
| BAFTA                   | 2014 | Лучшая музыка к фильму                                                                        | Спасти мистера Бэнкса       | Номинация |
| BAFTA                   | 2013 | Лучшая музыка к фильму                                                                        | 007: Координаты «Скайфолл»  | Победа    |
| BAFTA                   | 2009 | Лучшая музыка к фильму                                                                        | ВАЛЛ-И                      | Номинация |
| BAFTA                   | 2000 | Лучшая музыка к фильму                                                                        | Красота по-американски      | Победа    |
| Энни                    | 2004 | Лучшая музыка к анимационному фильму                                                          | В поисках Немо              | Победа    |
| Эмми                    | 2019 | Лучшая главная музыкальная тема                                                               | Касл-Рок                    | Номинация |
| Эмми                    | 2002 | Лучшая главная музыкальная тема                                                               | Клиент всегда мёртв         | Победа    |
| Эмми                    | 1991 | Лучшая главная музыкальная тема                                                               | Против закона               | Номинация |
| Грэмми                  | 2021 | Лучший саундтрек к визуальному медиа                                                          | 1917                        | Номинация |
| Грэмми                  | 2017 | Лучший саундтрек к визуальному медиа                                                          | Шпионский мост              | Номинация |
| Грэмми                  | 2017 | Лучшая инструментальная композиция                                                            | Шпионский мост              | Номинация |
| Грэмми                  | 2015 | Лучший саундтрек к визуальному медиа                                                          | Спасти мистера Бэнкса       | Номинация |
| Грэмми                  | 2014 | Лучший саундтрек к визуальному медиа                                                          | 007: Координаты «Скайфолл»  | Победа    |
| Грэмми                  | 2009 | Лучшая музыка к визуальному медиа                                                             | ВАЛЛ-И                      | Номинация |
| Грэмми                  | 2009 | Лучшая песня к визуальному медиа (с Питером Гэбриэлом) за «Down to Earth»                     | ВАЛЛ-И                      | Победа    |
| Грэмми                  | 2009 | Лучшее музыкальное сочинение (с Питером Гэбриэлом) за «Define Dancing»                        | ВАЛЛ-И                      | Победа    |
| Грэмми                  | 2005 | Лучшая музыка к визуальному медиа                                                             | Ангелы в Америке            | Номинация |
| Грэмми                  | 2003 | Лучшее музыкальное сочинение для основной заставки                                            | Клиент всегда мёртв         | Победа    |
| Грэмми                  | 2003 | Лучшее музыкальное сочинение для основной заставки                                            | Клиент всегда мёртв         | Победа    |
| Грэмми                  | 2001 | Лучшая музыка к визуальному медиа                                                             | Красота по-американски      | Победа    |
| Грэмми                  | 1997 | Лучшая музыка к визуальному медиа                                                             | Сумасшедшие герои           | Номинация |
| Грэмми                  | 1995 | Лучшая музыка к визуальному медиа                                                             | Побег из Шоушенка           | Номинация |
| World Soundtrack Awards | 2008 | Лучшая песня (с Питером Гэбриэлом) за «Down to Earth»                                         | ВАЛЛ-И                      | Победа    |
| World Soundtrack Awards | 2008 | Лучший саундтрек года                                                                         | ВАЛЛ-И                      | Номинация |
| World Soundtrack Awards | 2005 | Лучший саундтрек-композитор года                                                              | Лемони Сникет: 33 несчастья | Номинация |
| World Soundtrack Awards | 2003 | Лучший саундтрек года                                                                         | Проклятый путь              | Номинация |

## Фильмы
1970-е
- 1978—1986: Бумажная погоня (сериал)

1980-е
- 1984: The Seduction of Gina
- 1984: Бесстрашный
- 1984: Месть полудурков
- 1984: Грандвью, США
- 1984: Summer’s End
- 1985: Отчаянно ищу Сьюзен
- 1985: Девочки хотят повеселиться
- 1985: Человек в одном красном ботинке
- 1985: Настоящий гений
- 1985—1989: Альфред Хичкок представляет (сериал)
- 1986: Энтузиаст
- 1986: Джек-попрыгун
- 1987: Меньше чем ноль
- 1987: Дневной свет
- 1987: Пропащие ребята
- 1988: Принц Пенсильвании
- 1988: Большие каникулы
- 1989: Плюшка

1990-е
- 1990: Мужчины не уходят
- 1990: Heat Wave (сериал)
- 1990: Обнажённое танго
- 1990: Добро пожаловать домой, Рокси Кармайкл
- 1991: Как сделать карьеру
- 1991: Экстаз
- 1991: Обман
- 1991: История с ограблением
- 1991: Жареные зелёные помидоры
- 1992: Those Secrets (ТВ)
- 1992: Игрок
- 1992: Шёпот в ночи
- 1992: Гражданин Кон (ТВ)
- 1992: Запах женщины
- 1993: Плоть от плоти
- 1993: Джош и Сэм
- 1994: Трое
- 1994: Услуга
- 1994: Побег из Шоушенка (номинация Киноакадемии)
- 1994: Война
- 1994:  Маленькие женщины (номинация Киноакадемии)
- 1995: Сумасшедшие герои (номинация Киноакадемии)
- 1995: Лоскутное одеяло
- 1996: Близко к сердцу
- 1996: Феномен
- 1996: Американский бизон
- 1996: Народ против Ларри Флинта
- 1997: Безумный город
- 1997: Красный угол
- 1997: Оскар и Люсинда
- 1998: Заклинатель лошадей
- 1998: Знакомьтесь, Джо Блэк
- 1999: Красота по-американски (номинация Киноакадемии; Grammy Award; BAFTA Award)
- 1999: Зелёная миля

2000-е
- 2000: Эрин Брокович
- 2000: Заплати другому
- 2001: В спальне
- 2001: Клиент всегда мёртв (ТВ) (награды Emmy и Grammy)
- 2002: Море Солтона
- 2002: Проклятый путь (номинация Киноакадемии)
- 2002: Белый олеандр
- 2003: В поисках Немо (номинация Киноакадемии)
- 2003: Ангелы в Америке (сериал)
- 2004: Лемони Сникет: 33 несчастья (номинация Киноакадемии)
- 2005: Нокдаун
- 2005: Морпехи
- 2006: Как малые дети
- 2006: Хороший немец (номинация Киноакадемии)
- 2007: Как на ладони
- 2008: ВАЛЛ-И (номинация Киноакадемии — Best Original Score, Best Original Song; номинация Grammy)
- 2008: Дорога перемен
- 2009: Братья

2010-е
- 2010: Расплата
- 2011: Меняющие реальность
- 2011: Прислуга
- 2011: Железная леди
- 2012: Отель «Мэриголд». Лучший из экзотических
- 2012: 007: Координаты «Скайфолл»
- 2013: Побочный эффект
- 2013: Спасти мистера Бэнкса
- 2014: Джеймс Браун: Путь наверх
- 2014: Судья
- 2015: Отель «Мэриголд». Заселение продолжается
- 2015: Шпионский мост
- 2015: 007: Спектр
- 2016: В поисках Дори
- 2017: Пассажиры
- 2017: Спасибо за вашу службу
- 2019: Толкин
- 2019: 1917

## Сериалы
- Клиент всегда мёртв / Six Feet Under
- Ангелы в Америке / Angels in America
- Новости / The Newsroom